# Extensible stylesheet language

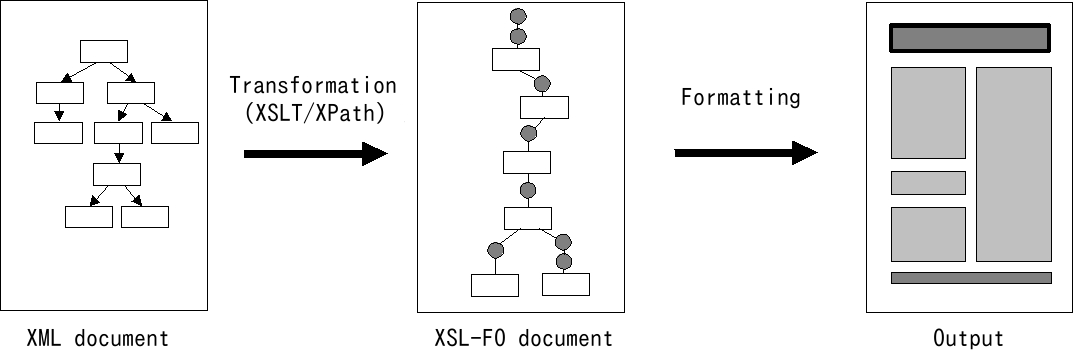
Principe de transformation du XML par le XSL

XSL (eXtensible Stylesheet Language) est le langage de description de feuilles de style du W3C associé à XML.
Une feuille de style XSL est un fichier qui décrit comment doivent être transformés les documents XML basés sur une même DTD ou un même schéma.
La spécification est divisée en trois parties :
- XSLT, le langage de transformation
- XPath, le langage de navigation dans un document XML
- XSL-FO, le vocabulaire XML de mise en forme